# Lappula anocarpa
Lappula anocarpa är en strävbladig växtart som beskrevs av C. J. Wang. Lappula anocarpa ingår i släktet piggfrön, och familjen strävbladiga växter. Inga underarter finns listade i Catalogue of Life.